# Stade José Bastos Padilha
Pour les articles homonymes, voir Bastos.
 (septembre 2024).
Le stade José Bastos Padilha, couramment appelé stade de la Gávea (« Estádio da Gávea » en portugais), est un stade de football situé dans le quartier de Leblon à Rio de Janeiro au Brésil. Construit dans les années 1930 par le Clube de Regatas do Flamengo, il fut le stade du club avant la construction en 1950 du Maracanã. Il fait aujourd'hui office de terrain d'entraînement pour le club.
Le nom du stade est celui de José Bastos Padilha qui fut président de Flamengo de 1933 à 1937 et qui lança la construction du stade.

## Histoire
Le 4 novembre 1931, Flamengo devient par décret municipal propriétaire d'un terrain dans le quartier de Lagoa. Sous l'impulsion de son président José Bastos Padilha, le club ordonne le 28 décembre 1933 la construction du stade, qui durera près de cinq ans. Le stade est inauguré le 4 septembre 1938 lors du match opposant Flamengo à Vasco da Gama dans le cadre du Championnat de Rio de Janeiro.
À l'occasion de la Coupe du monde de 1950, le Maracanã est construit pour accueillir les matches à Rio. Le stade est alors utilisé par Flamengo, au détriment du stade de la Gávea. Le dernier match officiel disputé dans le Stade José Bastos Padilha a eu lieu le 24 avril 1997 lors de la rencontre contre l'Americano Futebol Clube.
La pelouse du terrain fut rénovée en 2000. Flamengo a par ailleurs déclaré souhaitable un projet de revitalisation du siège de Gávea. Le club prévoit notamment des travaux pour transformer le stade en arène et offrir une capacité de 30 000 spectateurs.

## Autres utilisations
Le stade a également été utilisé pour d'autres évènements, notamment des concerts musicaux. Elton John y donna le 24 novembre 1995 un concert dans le cadre de sa tournée internationale Made in England devant plus de 60 000 spectateurs. Le groupe de heavy metal Metallica monta également sur scène le 9 mai 1999 lors de sa tournée Garage Remains the Same.

## Galerie

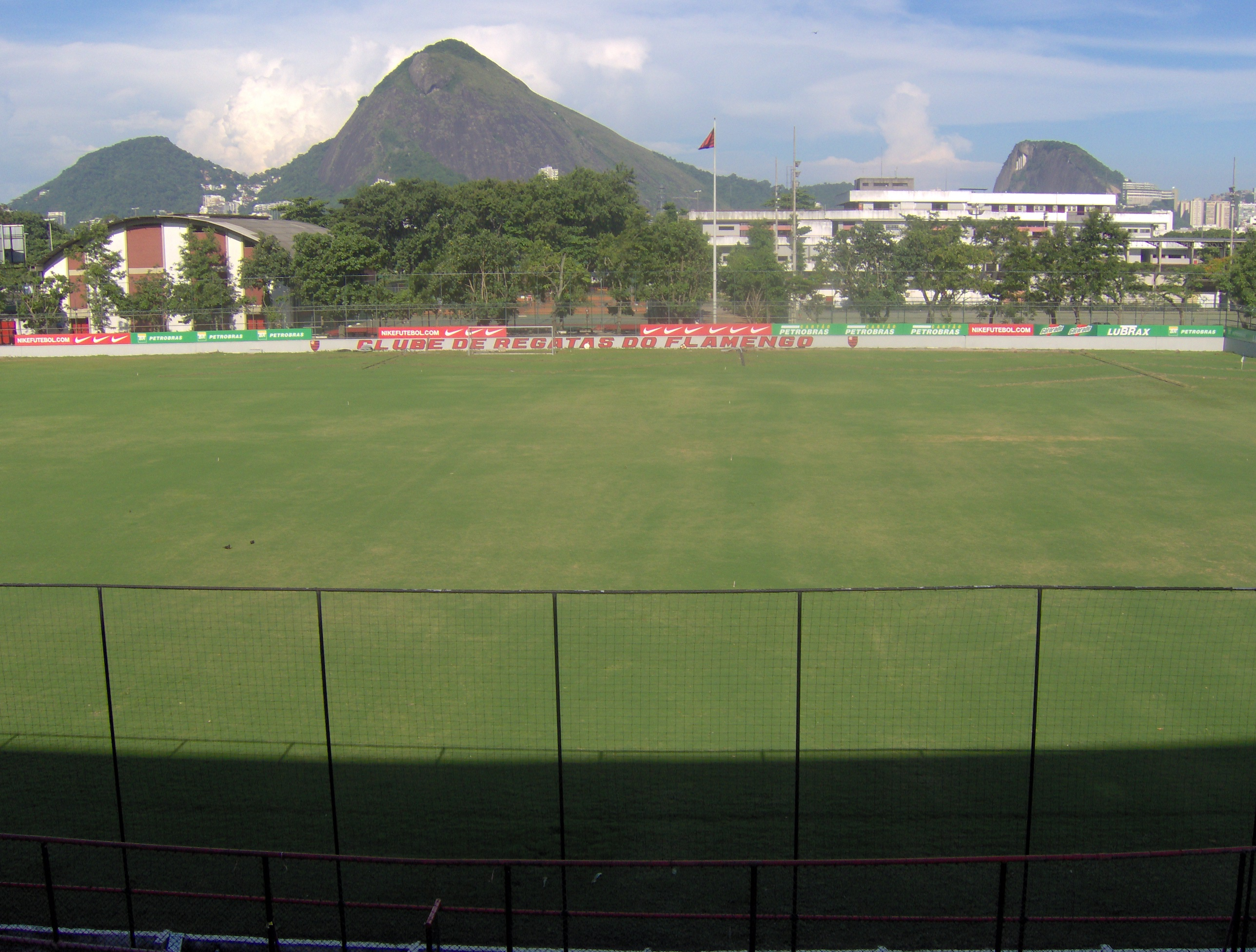
Vue depuis de la tribune
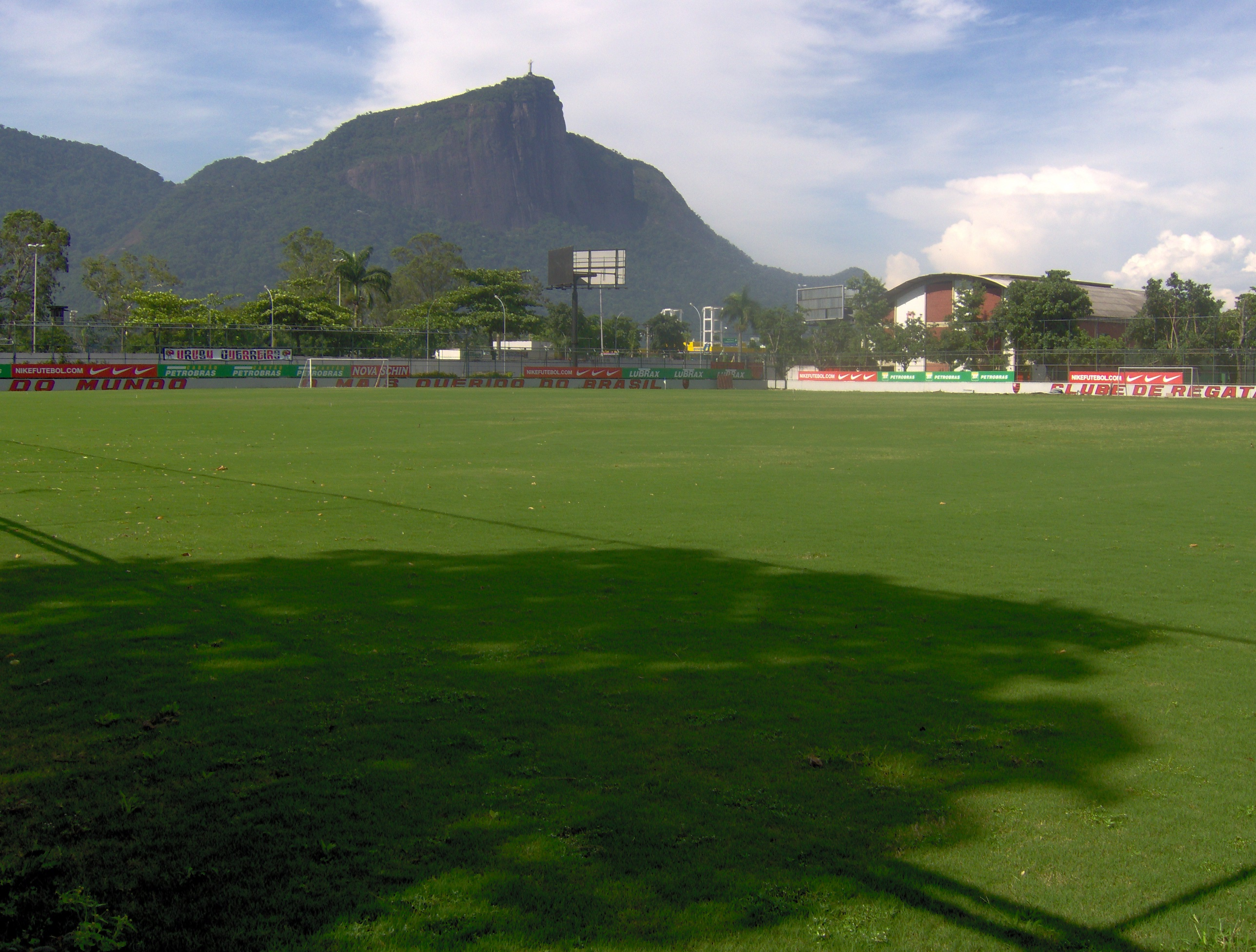
Vue depuis le bord du terrain
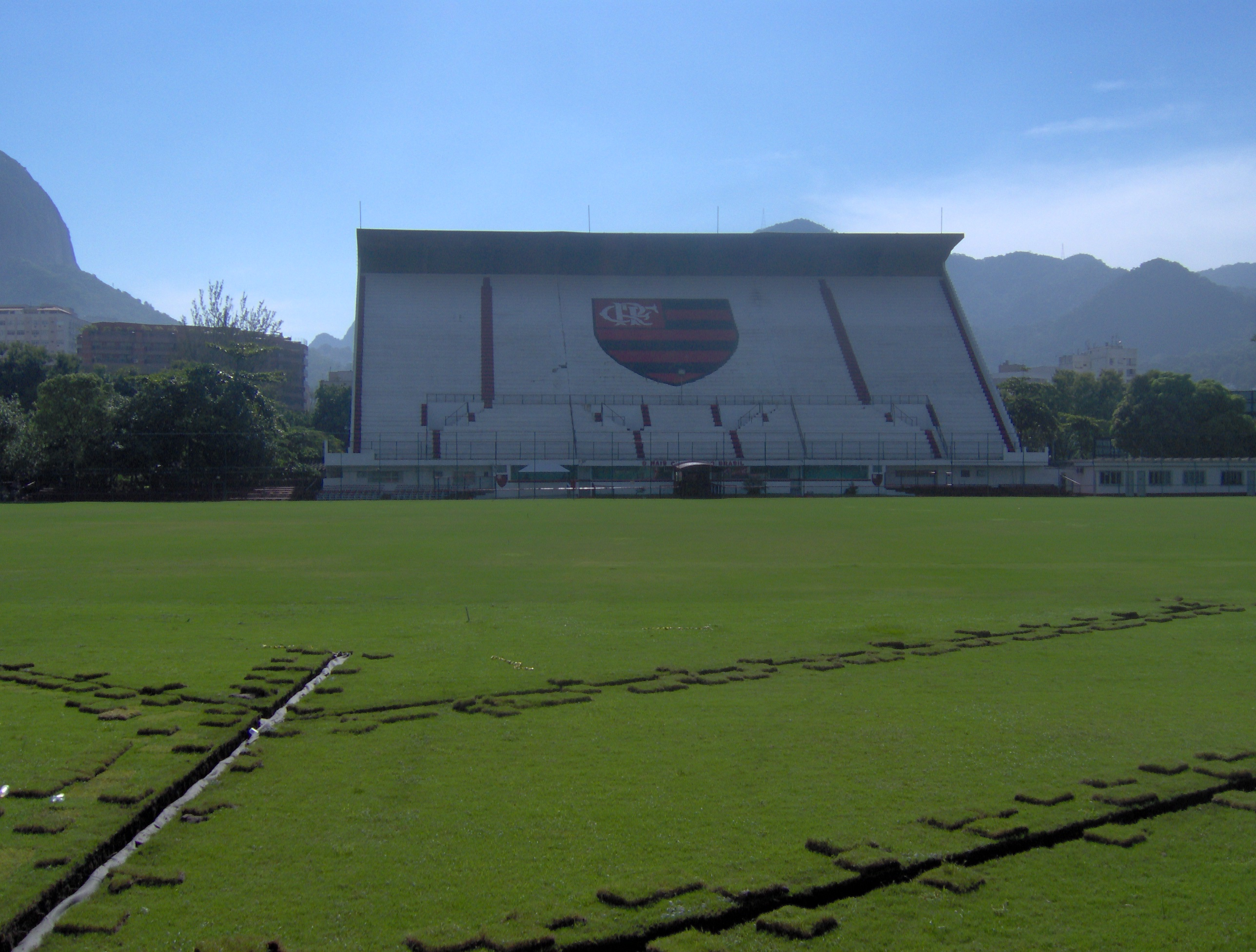
Vue du terrain en travaux